# Yasuhikotakia longidorsalis
Yasuhikotakia longidorsalis är en fiskart som först beskrevs av Isao Taki och Doi, 1995.  Yasuhikotakia longidorsalis ingår i släktet Yasuhikotakia och familjen nissögefiskar. Inga underarter finns listade i Catalogue of Life.